# Tim Forsyth
Tim Charles Forsyth (* 17. August 1973 in Mirboo North bei Melbourne) ist ein ehemaliger australischer Hochspringer, der in den 1990er Jahren bei vielen großen Meisterschaften eine Medaille gewann.
1988 überquerte Forsyth erstmals die Höhe von zwei Metern. 1990 wurde er bei den Juniorenweltmeisterschaften in Plowdiw Zweiter hinter Dragutin Topić, der 2,37 m überquerte. Bei den Hallenweltmeisterschaften 1991 in Sevilla wurde er Achter mit 2,28 m. 1992 war Forsyth immer noch startberechtigt für die Juniorenweltmeisterschaften in Seoul; er gewann erneut Silber, während der Engländer Steve Smith den Juniorenweltrekord von Topić einstellte. Bei den Olympischen Spielen 1992 in Barcelona meisterten insgesamt fünf Springer im Finale die Höhe von 2,34 m, aber alle Versuche bei 2,37 m scheiterten. Javier Sotomayor wurde nach der Mehrversuchsregel Olympiasieger vor Patrik Sjöberg. Artur Partyka, Hollis Conway und Forsyth gewannen bei gleicher Anzahl an Fehlversuchen jeweils Bronze.
Bei den Weltmeisterschaften 1993 in Stuttgart überquerte Forsyth 2,28 m und wurde damit Neunter. Am 26. August 1994 fand das Hochsprung-Finale der Commonwealth Games in Victoria statt. Smith und Forsyth lieferten sich ein spannendes Duell um Gold und Silber. Beide scheiterten dreimal an 2,34 m, und auch in der ersten Runde des Stechens überquerten beide die 2,34 m nicht. Im zweiten Versuch des Stechens überquerten beide 2,32 m, in der dritten Runde scheiterten beide an 2,34 m, und erst der vierte Versuch brachte die Entscheidung zugunsten von Forsyth, der 2,32 m überquerte, was Smith diesmal nicht gelang.
In Göteborg bei den Weltmeisterschaften 1995 sprang Forsyth 2,25 m und wurde Achter. Bei den Olympischen Spielen 1996 in Atlanta wurde Forsyth mit 2,32 m Siebter. Bei den Weltmeisterschaften 1997 in Athen gewann Sotomayor mit 2,37 m vor Partyka und Forsyth, die beide 2,35 m übersprangen, wobei Partyka weniger Fehlversuche hatte. Seine letzte große Medaille erhielt Forsyth bei den Commonwealth Games 1998 in Kuala Lumpur. Mit 2,28 m gewann er Bronze hinter den beiden Engländern Dalton Grant und Ben Challenger. Bei den Weltmeisterschaften 1999 in Sevilla und den Olympischen Spielen 2000 in Sydney schied er in der Qualifikation aus.
Tim Forsyth ist 1,99 m groß und wog in seiner aktiven Zeit 79 kg. Sechsmal wurde er Australischer Meister (1991–1994, 1997, 1998). Insgesamt stellte er neun Landesrekorde auf.

## Bestleistungen
- Hochsprung: 2,36 m, 2. März 1997, Melbourne (Ozeanienrekord)
  - Halle: 2,33 m, 16. Februar 1997, Balingen (Ozeanienrekord)